# 레바논 요리

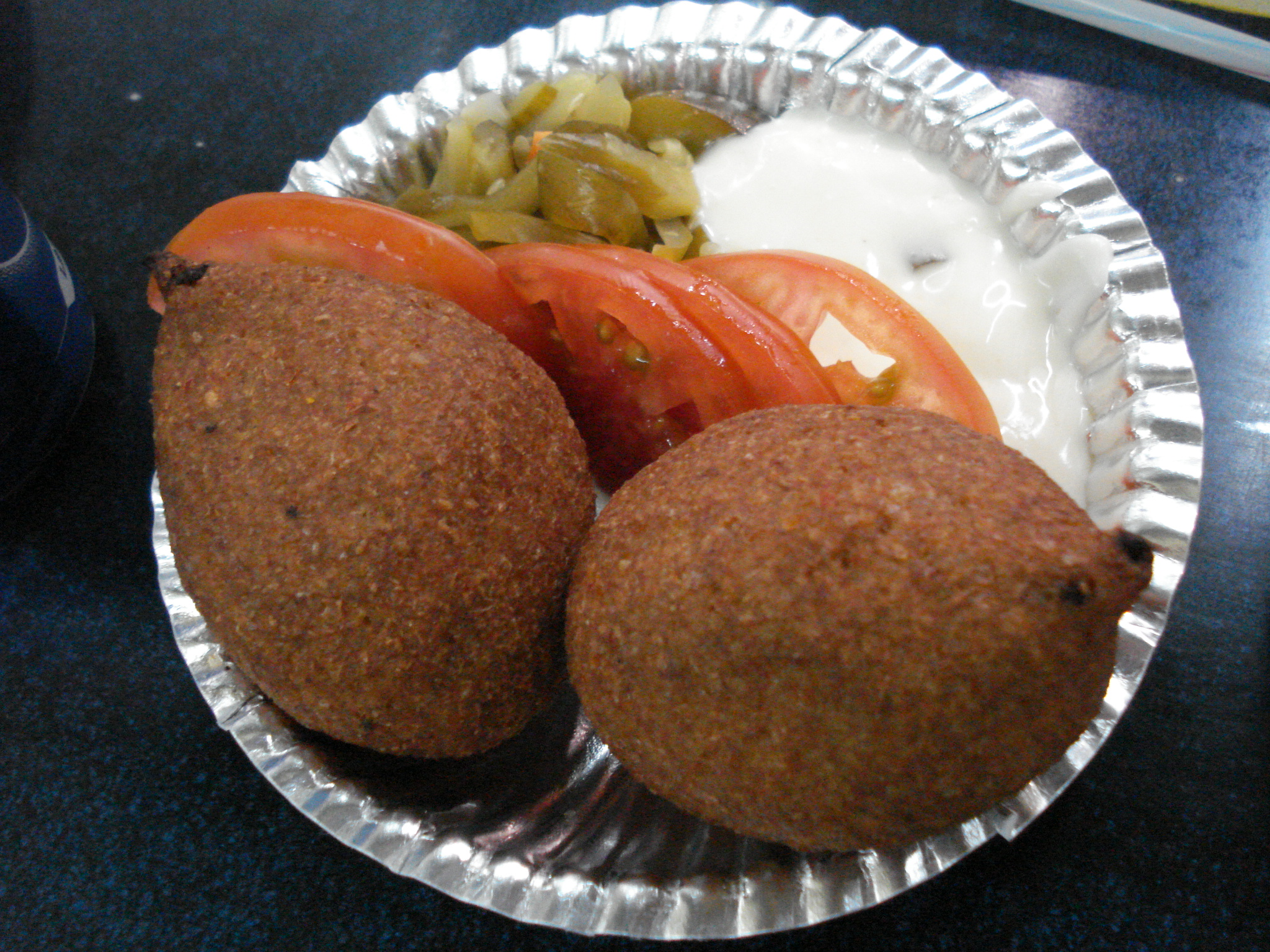
킵베

레바논 요리(Lebanon 料理, 아랍어: مطبخ لبناني 마트바크 리브나니이[*])는 서남아시아 레반트 지역에 있는 레바논의 요리이다. 채소나 샐러드, 수프 종류가 많고 허브 종류를 곁들여 만들어서 지중해 연안의 고급스러운 요리 중의 하나로 손꼽힌다. 세계적으로 인지되고 있는 레바논 요리의 대표는 마자(Maza)라고 하는 것이 있는데 메제(Mezze)라고도 쓰며 이것은 다양한 애피타이저 요리를 모아 놓은 경우라고 생각하면 된다.
지중해 연안의 다른 국가들이 취하고 있는 식단처럼 레바논의 경우도 아주 균형이 잡힌 건강한 식단으로 꼽힌다. 때문에 레바논의 음식은 지중해 식단으로 들어가는 서곡으로 치부되기도 한다. 과일이나 채소, 해물, 생선을 많이 먹고 동물성 지방은 그다지 많이 먹지 않는다. 가금류를 돼지고기나 소고기 따위의 붉은 고기보다 많이 먹고 대개는 양고기를 먹는다. 마늘이나 올리브유 소비가 많다는 점도 특기할 만한 사항이다. 레몬 주스로 양념을 하기도 한다. 대개 요리를 해먹을 때는 석쇠에 구워 먹거나 적은 기름에 살짝 익혀서 먹고 버터나 크림 종류의 첨가제는 거의 쓰지 않는다. 채소의 경우에는 씻어서 샐러드로 먹기도 하고 조리를 해서 살짝 데쳐 먹기도 한다. 레바논 요리의 특성 상 소스가 아주 많이 등장하지는 않지만 신선한 재료를 돋보이게 해주는 허브나 약초를 쓰기 때문에 요리에서 다양한 재료를 한데 넣어서 만들 수 있다면 레바논 요리에는 그 한계가 없다고 해도 과언이 아니다. 계절에 따라서 먹는 요리나 조리 방식이 많이 달라지는 편인데 지중해식 식단답게 입맛을 돋우게 하며 많은 향을 첨가하기보다는 자연 그대로의 맛을 선호한다.

## 같이 보기
- 레반트 요리
- 아랍 요리
- 아시아 요리
- 중동 요리
- 지중해 요리